# Bobby Freeman
Bobby Freeman (San Francisco, 13 giugno 1940 – San Francisco, 23 gennaio 2017) è stato un cantante, cantautore e produttore discografico statunitense.
È un musicista afro-americano soul che ha inciso per l'etichetta Autumn Records di San Francisco. È meglio conosciuto per la sua hit Do You Want To Dance? del 1964 e per la sua C'mon and Swim. Di Do You Want To Dance? è uscita una cover (Do You Wanna Dance?) di Del Shannon, The Beach Boys, Bette Midler, John Lennon, Cliff Richard e Ramones. C'mon and Swim è stata scritta e prodotta da Sly Stone, venti anni fa. Nel 1964, Bobby Freeman ha suonato al Condor Club di San Francisco, dove Carol Doda ha eseguito la sua performance in locali di go-go dancing.
Freeman ha iniziato la sua carriera di produttore all'età di 14 anni con i Romancers che avevano firmato per la Dootone. A 17 anni, ha raggiunto il successo con "Do You Want To Dance?" ed è apparso nelle classifiche pop con vari follow-up nel 1961. Nel 1964, tornò nella Top Ten con la sua nuova hit "C'mon and Swim", che ha raggiunto il 5º posto. La mania di "C'mon and Swim" si scatenò fino al rilascio del suo nuovo follow-up "SWIM", ma ha comunque continuato il suo tour ampiamente. Principalmente dopo il suo sostegno come cantante nei strip club fino alla fine degli anni sessanta, ha pubblicato un altro singolo nel 1974 con l'etichetta discografica Touch, ma che ha raggiunto uno scarso successo commerciale. Negli ultimi anni si è esibito alla Bay Area Music "Bammy" Awards.

## Discografia

### Singoli
- 1958 - Do You Want To Dance?
- 1958 - Betty Lou Got a New Pair of Shoes
- 1958 - Need Your Love
- 1959 - Mary Ann Thomas
- 1959 - Ebb Tide
- 1960 - (I Do the) Shimmy Shimmy
- 1961 - The Mess Around
- 1964 - C'mon e Swim
- 1964 - SWIM
- 1974 - Everything's Love

### Album
- 1958 - Do You Wanna Dance (Jubilee)
- 1959 - Get in the Swim (Josie)
- 1960 - Stile Lovable di Bobby Freeman (King Records)
- 1964 - C'mon e Swim (Autumn)